# Renáta Tomanová
Renáta Tomanová (ur. 9 grudnia 1954 w Jindřichův Hradec) – czeska tenisistka, reprezentująca w czasie swojej kariery Czechosłowację.
Tomanová dwukrotnie grała w finałach turniejów wielkoszlemowych, w Australian Open 1976 (przegrana 2:6, 2:6 z Evonne Goolagong) oraz French Open 1976 (przegrana 2:6, 6:0, 2:6 z Sue Barker). Była również w półfinale Australian Open 1979. Wygrała cztery turnieje w grze pojedynczej.
Razem z Betsy Nagelsen była zwyciężczynią deblowego Australian Open 1978.
Reprezentantka Czechosłowacji w Fed Cup.